# Devil's Tower (piattaforma)
La Devil's Tower è una piattaforma petrolifera galleggiante di tipo spar situata nel golfo del Messico, operata da Eni ma di proprietà della Williams Energy.

## Origine del nome
Il nome della piattaforma deriva dalla somiglianza della struttura con la Torre del Diavolo, nell'omonimo parco situato nel Wyoming, Stati Uniti.

## Posizione geografica
La piattaforma si trova nel Golfo del Messico, nel permesso 773 del Canyon del Mississippi, un canyon sottomarino di fronte alle coste della Louisiana, a 225 km a sud-est rispetto a New Orleans.
Nella posizione in cui è ancorata la piattaforma il fondale marino è profondo 1 710 m. Al momento della sua installazione, la Devil's Tower era la piattaforma petrolifera con teste pozzo di superficie operante nel fondale più profondo al mondo. Nel 2010 è stata superata dalla piattaforma Perdido della Shell, installata nel Golfo del Messico in 2 383 m d'acqua.
Le coordinate geografiche dell'installazione sono 28°12′32″N 88°44′15″W.

## Struttura
La Devil's Tower è una piattaforma galleggiante spar di tipo Truss.
La struttura è stata progettata dalla FloaTEC, joint-venture tra la statunitense McDermott International e la singaporiana Keppel FELS.

## Produzione di idrocarburi
La Devil's Tower produce olio greggio proveniente dai campi Devil's Tower, Triton, Goldfinger e Bass Lite, questi ultimi collegati alla piattaforma tramite condotte sottomarine. Eni è operatore del campo Devil's Tower con una quota del 75% a partire dal 2007, quando ha comprato gli interessi nel Golfo del Messico della Dominion Exploration per 4,75 miliardi di dollari; il restante 25% appartiene alla giapponese Marubeni, che nel 2006 ha rilevato tale quota dalla Pioneer per 1,3 miliardi di dollari.
La produzione è iniziata nel maggio 2004 inizialmente dal campo Devil's Tower, in produzione tramite il pozzo MC 773 A-1. Nei primi mesi del 2005 altri 4 pozzi dello stesso campo hanno iniziato la produzione. A dicembre dello stesso anno tre pozzi dei vicini campi Triton e Goldfinger sono stati collegati alla piattaforma tramite tie-back sottomarini. Altri due pozzi con teste pozzo sottomarine sono stati collegati alla spar per la produzione di gas dal campo Bass Lite a partire dal febbraio 2008.
La produzione è stata interrotta più volte a causa dei frequenti uragani che imperversano nel Golfo del Messico: nel settembre 2004 l'uragano Ivan ha arrecato danni alla piattaforma che hanno interrotto la produzione fino a dicembre dello stesso anno. Gli uragani Katrina e Rita nella tarda estate del 2005 non hanno provocato danni alla piattaforma, ma a causa di danneggiamenti all'oleodotto Empire della Chevron (collegato alla Devil's Tower) la produzione è stata interrotta nuovamente fino al dicembre del 2005.
La piattaforma ospita 8 teste pozzo di superficie, di cui 6 relative a pozzi perforati prima dell'installazione della piattaforma stessa.
Al momento dell'installazione, le attrezzature erano capaci di produrre 60 000 bbl/giorno (circa 10 000 000 litri/giorno) di petrolio e 10 000 000 Sm³/giorno di gas.